# Minamoto no Hitoshi
Minamoto no Hitoshi est un nom japonais traditionnel ; le nom de famille (ou le nom d'école), Minamoto no , précède donc le prénom (ou le nom d'artiste).
Minamoto no Hitoshi (源等) (880 - mars 951) est un poète et bureaucrate japonais du milieu de l'époque de Heian, fils du chūnagon Minamoto no Mare et arrière-petit-fils de l'empereur Saga.

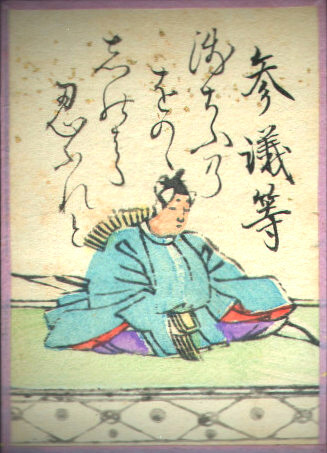
Minamoto no Hitoshi, dans le Ogura Hyakunin Isshu.

En 899, il est nommé à un poste mineur dans la province d'Ōmi puis gouverneur des provinces de Mikawa, Tango, Yamashiro entre autres responsabilités. Il est également nommé sadaiben et udaiben, promu sangi en 947 et accède en 951 au rang de shōshii.
Seuls quatre de ses poèmes waka sont inclus dans l'anthologie impériale Gosen Wakashū. Il compte parmi les poètes recensés dans la liste Ogura Hyakunin Isshu.